# Amblyoproctus torulosus
Amblyoproctus torulosus är en skalbaggsart som beskrevs av Hermann Julius Kolbe 1910. Amblyoproctus torulosus ingår i släktet Amblyoproctus och familjen Dynastidae. Inga underarter finns listade i Catalogue of Life.